# Björn Afzelius
Pour les articles homonymes, voir Afzelius.
Björn Svante Afzelius, né le 27 janvier 1947 à Huskvarna et mort le 16 février 1999 à Göteborg, est un chanteur-compositeur et guitariste suédois de rock et de pop. Sa musique s'inscrit dans le mouvement de gauche suédois progg. 

## Biographie
Le père de Björn Afzelius, Svante Afzelius (1923-1976), était ingénieur, et sa mère Ulla Afzelius (1926-1971) était femme au foyer. Afzelius a un frère nommé Bengt Afzelius (né en 1952) qui est professeur de musique.
Björn Afzelius découvre la musique à un très jeune âge grâce à la famille de sa mère. Après avoir déménagé plusieurs fois avec sa famille, Björn Afzelius s'installe à Malmö. Afzelius étudie pour devenir journaliste et chante dans un groupe de reprises appelé Moxie and the Thunders. Avec Peter Clemmendson, il forme le groupe Spridda Skurar. Ils demandent de l'aide au parolier Mikael Wiehe pour l'écriture des textes et ainsi naît en 1970 le groupe Hoola Bandoola Band, qui s'insère dans le mouvement progg suédois. Afzelius et Wiehe deviennent très proches et collaborent de longues années après la dissolution du groupe fin 1974. Hoola Bandoola Band est notamment populaire en Norvège et au Danemark.
En 1974, Afzelius sort son premier album solo. On peut citer parmi ses chansons les plus connues "Ikaros", "Tusen bitar" (reprise de la chanson danoise "Tusind stykker" d'Anne Linnet), "Sång till friheten" (reprise de la chanson cubaine "El día feliz que está llegando" de Silvio Rodríguez) ou encore "Kungens man" ou "Tankar i Havanna". 
Afzelius meurt en 1999 d'un cancer des poumons à l'âge de 52 ans. Il reste malgré tout l'un des artistes les plus appréciés de Scandinavie. Il a écrit environ 150 chansons et a vendu plus de deux millions et demi d'albums. 
Afzelius a eu deux filles : Rebecca Lindberg Afzelius avec l'artiste suédoise Marianne Lindberg en 1979, et Isabelle Afzelius.

## Discographie

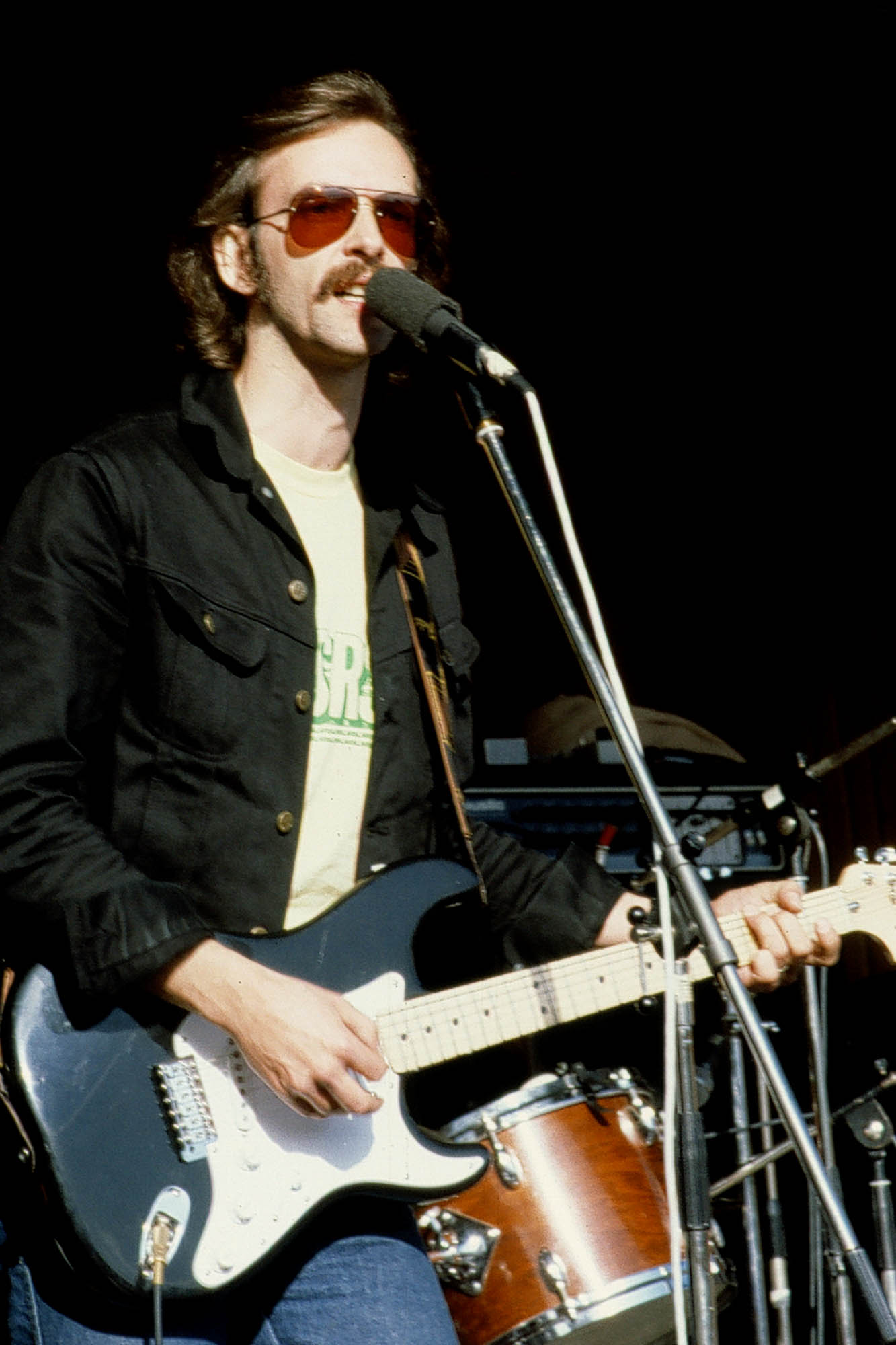
Björn Afzelius au Festival de Jönköping en 1984

### Avec Hoola Bandoola Band
- 1971 : Garanterat individuell
- 1972 : Vem kan man lita på?
- 1973 : På väg
- 1975 : Fri information
- 1975 : "Stoppa matchen" (single)

### Albums solo
- 1974 : Vem är det som är rädd?
- 1976 : För kung och fosterland
- 1978 : Johnny Boy
- 1979 : Bakom kulisserna
- 1979 : Another tale to tell
- 1980 : Globetrotter
- 1982 : Innan tystnaden
- 1982 : Danska Nätter (live)
- 1984 : Exil
- 1984 : Afzelius; sång & gitarr (live)
- 1985 : Nio liv
- 1986 : Grande Finale (live)
- 1986 : Björn Afzelius & Mikael Wiehe (avec Mikael Wiehe)
- 1987 : Riddarna kring runda bordet
- 1988 : Don Quixote
- 1988 : En man, en röst, en gitarr
- 1990 : Tusen bitar
- 1991 : Nidaros (live)
- 1992 : Afzelius, Bygren och Råstam (live)
- 1994 : Nära dig
- 1997 : Tankar vid 50
- 1998 : Definitivt
- 1999 : Elsinore
- 2004 : Björn Afzelius & Mikael Wiehe 1993 – Malmöinspelningarna (avec Mikael Wiehe)
- 2011 : Tusen bitar – Sånger om kärlek & rättvisa